# Ubåtsklass Typ I
Ubåtsklass Typ IA (tyska: U-boot-klasse IA eller U-boot Typ IA) var en ubåtstyp som tillverkades i två exemplar, nämligen U-25 och U-26. De deltog båda aktivt under de inledande krigsåren 1939–40 och sänkte flera allierade fartyg. Båda gick förlorade i strid under 1940. 
U 25 sänkte 1940-01-18 det svenska lastfartyget M/F Pajala som var på väg från Buenos Aires till Göteborg med spannmålslast i Nordatlanten.